# Zala 421-23
Zala 421-23 – rosyjski bezzałogowy statek powietrzny (UAV – ang. Unmanned Aerial Vehicle) pionowego startu i lądowania opracowany przez firmę Zala Aero Group.

## Historia

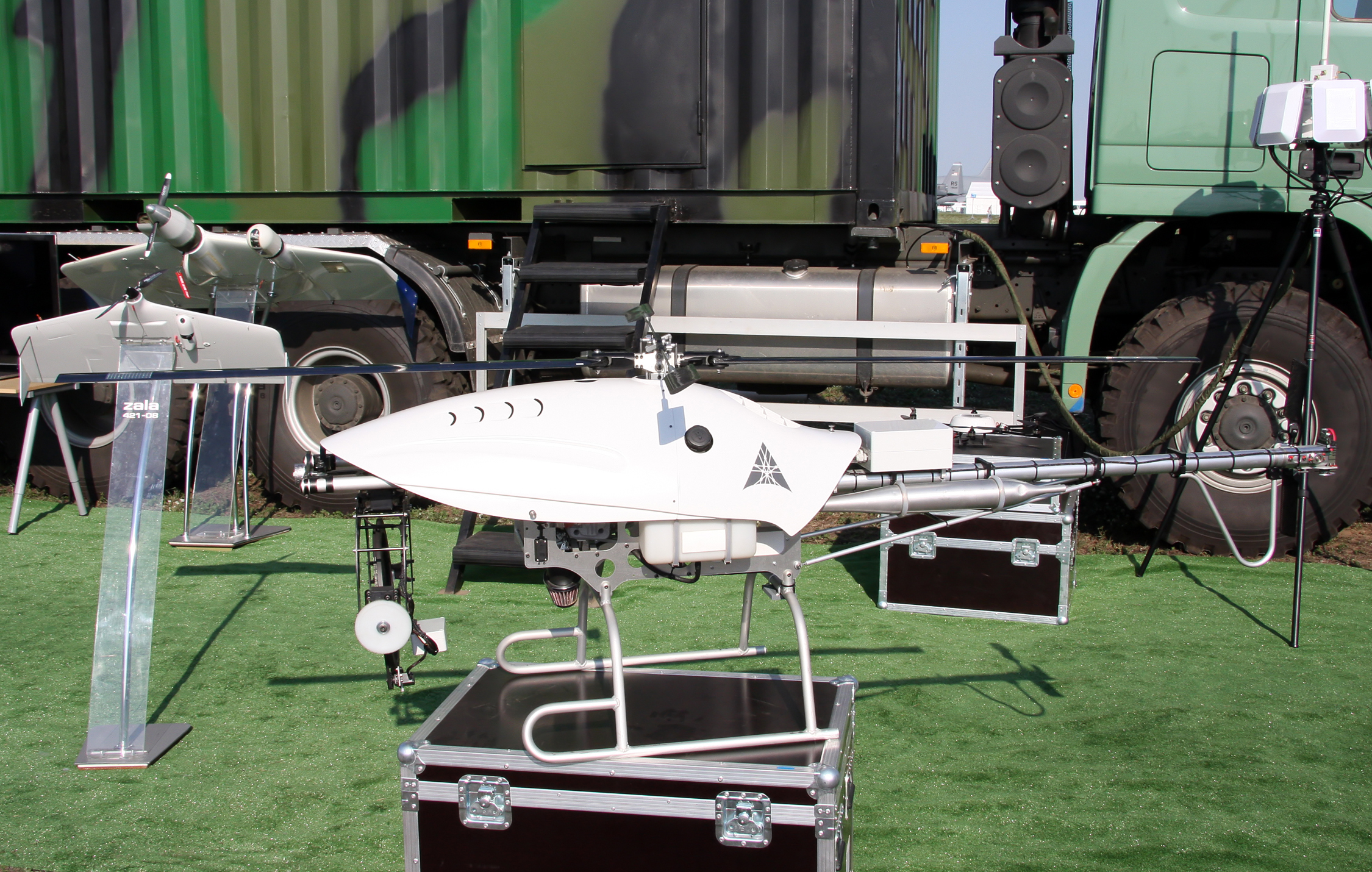
ZALA 421-23 na pokazach MAKS-2011

Konstrukcja została opracowana w 2010 r. przez koncern ZALA z przeznaczeniem do obserwacji powierzchni lądów i mórz, rozpoznawania, oceny zniszczeń, analiza poziomów gazów i radioaktywności. Jednocześnie przewidywano zastosowania militarne, tj. obserwację terenu oraz wyznaczanie celów w czasie rzeczywistym. 
Maszyna może mieć zamontowane wyposażenie w postaci wymiennych modułów, w skład których mogą wchodzić: kamera stabilizowana żyroskopowo, analizator poziomu gazów i radioaktywności lub kamera pracująca w podczerwieni. Dron korzysta z systemu nawigacyjnego opartego na GPS/GLONASS. Specjalnie dla tej maszyny zaprojektowano gimbal, na którym może być zamontowane wyposażenie o masie do 13 kg. Do napędu maszyny zastosowano dwucylindrowy silnik spalinowy w układzie bokser o pojemności 80 cm3. W 2012 r. opracowano wersję napędzaną silnikiem elektrycznym. Dron został zaprezentowany na wystawie Kompleksowe bezpieczeństwo (ros. Комплексная безопасность) w 2012 r.